# Lag

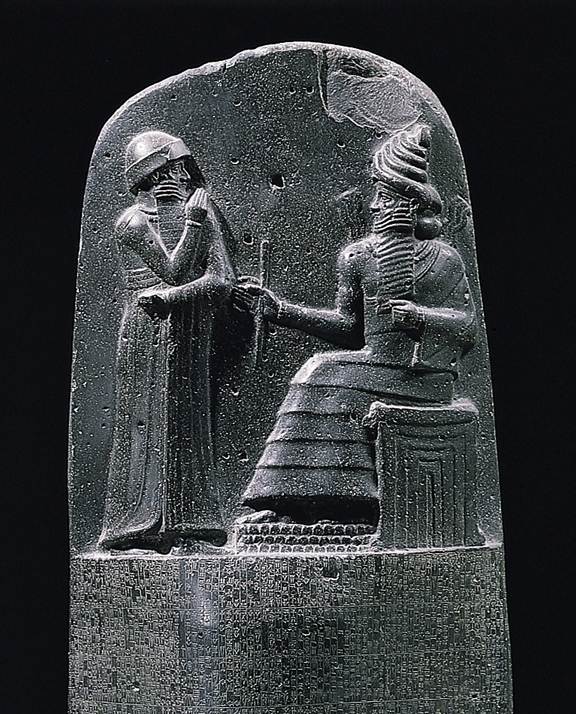
Övre delen av stentavlan med Hammurabis lagar.

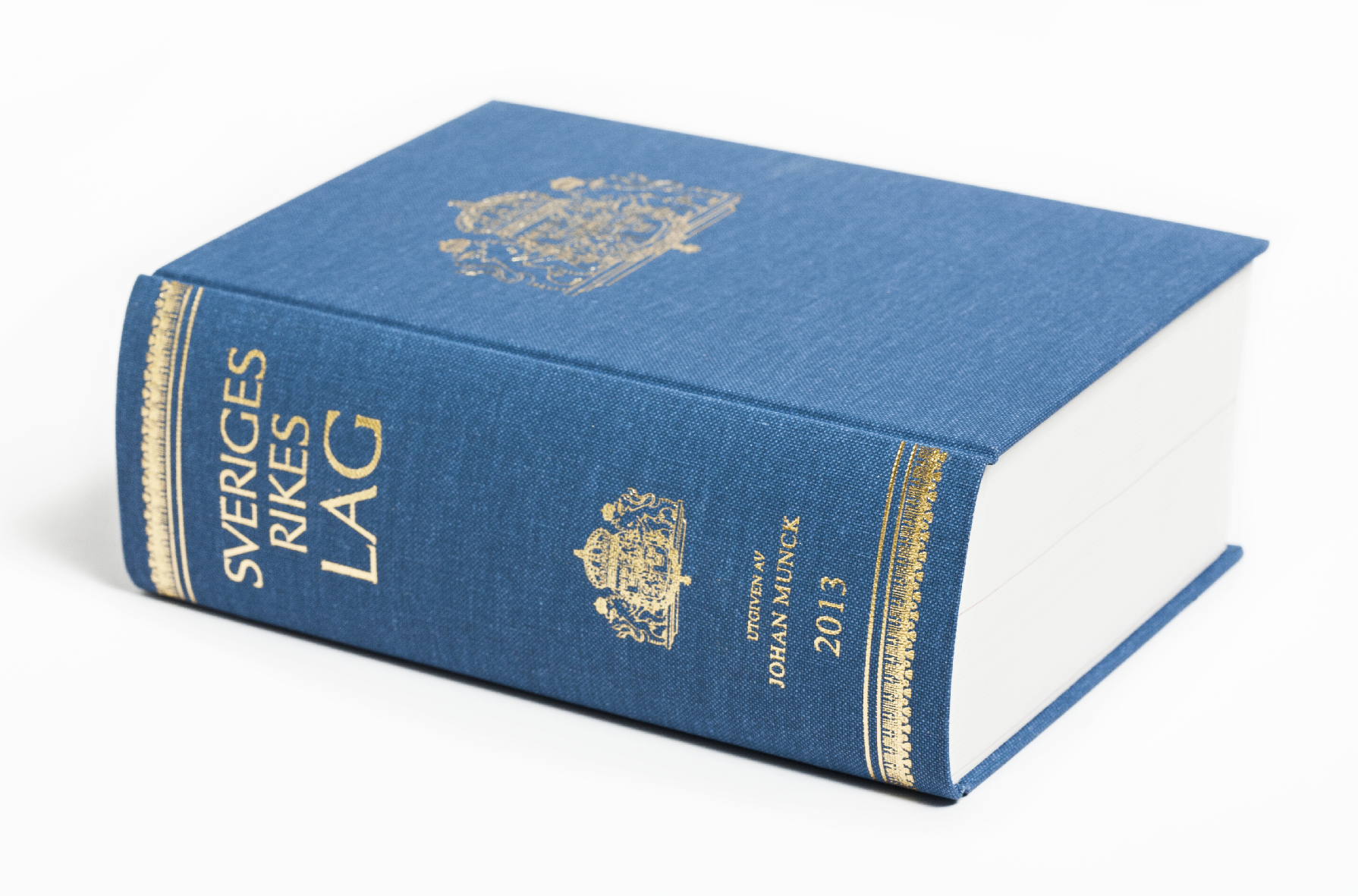
En svensk lagbok.

En lag kan dels vara en av lagstiftande myndighet utfärdad föreskrift (författningssamling) med ett antal (en eller flera) bestämmelser, dels en lagsamling, ett samlat verk av bestämmelser (till exempel common law, Code Napoléon och 1734 års lag, se nedan), ofta nedtecknad.
Sådan lagstiftning upprätthålls av staten i någon form inom ett territorium, eller av den institution, som har hand om rättsskipningen där någon egentlig stat ej står att finna. Även den internationella rätten, folkrätten, kan räknas som lag, men reglerna för dess implementerande i nationell lag skiljer sig från land till land. Ett exempel på internationell rättsregel är Europakonventionen – enligt en grundlagsbestämmelse i Sverige (2 kapitlet 19 § regeringsformen) får annan svensk lag inte strida mot den konventionen.

## Etymologi och filosofi kring ordet lag
1 "lagar"
2 "förodningar"
3 "lagboken"
4
5

Ordet lag har, som alltså har framgått av detta, även andra liknande betydelser, se lag (olika betydelser). Ordet lag heter på latin lex, vilket ibland används i populariserade namn på nyantagna lagar eller på äldre lagar författade på latin.

### Naturrätt
Religiöst ansågs lagen ("något som ligger fast, är fastslaget, fastställt") gå tillbaka på grundläggande samhällsregler som fastlagts i heliga skrifter som i princip ansågs utgå från högre makter. Med filosofins och teologins framväxt, utvecklades denna syn på lagen genom naturrätten.
Den thomistiska naturrätten menar att det finns tre lagar: den eviga lagen, naturlagen och den positiva rätten. Den eviga lagen anses då vara den som utgick från Gud, naturrätten det rättsliga förnuftet och strävan efter fulländning som är inneboende i människan, och den positiva rätten som människans lagar. Eftersom thomismen är religiös, menar den naturrättslära som utgår från den att de mänskliga lagar som strider mot naturrätten inte är riktiga lagar (legis corruptio). Den människa som förtrycks av de mänskliga lagarna, i strid mot naturrätten, har rätt att bryta mot dem, enligt de naturliga rättsreglerna. Under upplysningstiden utvecklades mer sekulära naturrättsliga doktriner, men i huvudsak delar de synen på den positiva rätten och dess giltighet. 

### Den historiska skolan
Denna dualistiska syn på rättsordningen, och förklaringen att det finns lagar som inte är lagar, delas med den historiska skolan, som dock i stället härleder giltigheten från rättshistorien. I motsats till dessa skolor hävdar rättspositivismen att den positiva rätten, det vill säga vad människor i västvärlden vanligen avser med "lagarna", är den enda källan till rätten. Lagar är enligt rättspositivismen statens befallningar.

### Laghypotes
Laghypotes är något som håller på att växa från en hypotes till en lag, en hypotes som är belagd.[källa behövs]

### Olika betydelser
Ordet lag kan i juridiska sammanhang syfta på en enskild föreskrift utifrån ett beslut i lagstiftande församling, till exempel kulturmiljölagen eller semesterlagen. Det kan också vara lagen inom ett visst rättsområde, eller en författningssamling eller lagsamling som gäller i ett land eller en jurisdiktion. En lagbok är en officiellt sammanställd lagsamling.

## Lagstiftare
Sedan medeltiden har olika regler också fastlagts för hur man kan förändra en lag i parlament, riksdagar etc. Efter upplysningstiden har folket och folkrepresentationen som lagstiftare (den så kallade folksuveränitetsprincipen) varit en allt viktigare princip sedan den allenarådande religionen fått minskad makt och religionsfriheten började ses som en mänsklig rättighet – att inte endast en enda allena saliggörande syn på världen skulle ha alla rättigheter, medan andra inte hade det.
En viktig del av lagbegreppet är att en gammal lag bara kan avskaffas och ändras genom att en ny lag stiftas, den så kallade formella lagkraftens princip. Den är fastslagen i 1974 års regeringsform, 8 kapitlet 17 §.. Alltså är tanken att en lag ska ligga fast så länge inte en ny lag stiftas.
Begreppet allmän lag som ibland har förekommit innebär att den är generell, det vill säga giltig för alla (en lag som innehåller mer specifika regler kallas speciallag). Eftersom reglerna och åliggandena i den allmänna lagen gällde alla, ansågs genom historien i allt högre grad att detta var en angelägenhet som borde beslutas av en folkrepresentation, ett folkvalt parlament. Det ledde också sedermera till tanken på allmän rösträtt. 
I de flesta moderna stater stiftas också lagar av parlament eller liknande lagstiftande församlingar, som i demokratier är folkvalda. I äldre tider utfärdades lagar ofta av kungar och envåldshärskare, ibland gemensamt med parlamentet och båda hade då vanligen ömsesidigt veto. I Sverige är det riksdagen som stiftar lagar, medan regeringen endast kan utfärda förordningar, som står under lagar i status. Myndigheter kan enbart utfärda föreskrifter, som står under såväl lagar som förordningar i status. De äldsta nedtecknade svenska lagarna är landskapslagarna.

## Olika typer av lagar
Det finns olika typer av lagar, exempelvis:
- Lagar som definierar olika brott och vilka straff som de är belagda med. I Sverige motsvaras dessa bestämmelser närmast av Brottsbalken. Tidigare gällde under hundra år Strafflagen och dessförinnan Missgärningsbalken och Straffbalken.
- Lagar inom civilrättsliga områden, som exempelvis innehåller bestämmelser om hur avtal får utformas, hur äganderätt till fast egendom och lösöre regleras, och hur tvister i bland annat ekonomiska frågor skall lösas, liksom också bestämmelser om skuldebrev och konsumenträtt etc. Hit hör också äktenskapsbalken och arvsreglerna i ärvdabalken, där det bland annat regleras om tvister angående dessa saker, samt andra regler som reglerar enskildas förhållanden inbördes.
- Lagar som reglerar rättegångsförfarandet, så kallad processrätt, i Sverige reglerat främst i Rättegångsbalken och Förvaltningsprocesslagen.
- Grundlagar brukar främst gälla landets politiska styresform, grundläggande fri- och rättigheter och liknande frågor. Grundlagar intar normalt en särställning genom att de är svårare än andra lagar att ändra. Grundlagar är också lagar, men räknas som högre i status än vanliga lagar, eftersom bestämmelserna där ofta räknas som viktigare och mer grundläggande, vilket de ofta är. Men det finns egentligen inga restriktioner för vad som kan regleras i grundlag, så även trivialiteter kan regleras i grundlags form.

## Definition av lagbegreppet i olika grundlagar

### Lag enligt 1809 års regeringsform
I 1809 års svenska regeringsform ansågs lag vara "allmän civil-, kriminal och kyrkolag" (§ 87) , liksom kommunallag efter en grundlagsändring 1865 (§ 57) . Allmän civil- och kriminallag motsvarar ungefär straff- och civilrätt i förra stycket. Dessutom fanns en skyddsparagraf mot nya åligganden eller "pålagor" i §§ 73-80, liksom i §§ 57-68 som reglerade beskattning och budgetreglering (om hur statens medel skulle användas, då ofta kallad statsreglering). Grundlag ändrades enligt ett svårare förfarande i § 81 i 1809 års regeringsform.
Kyrkolag var en lag om kyrkans bekännelse, gudstjänstliv och organisation med mera. Den kyrkolag som gällde fram till 1993 var 1686 års kyrkolag, som efterhand hade reviderats och kompletterats. 1993 år kyrkolag ersattes 2000 dels av Lag om Svenska kyrkan, dels av Svenska kyrkans Kyrkoordning.[källa behövs]

### Lag enligt 1974 års regeringsform
I 1974 års svenska regeringsform regleras lagbegreppet i kapitel 2 och kapitel 8. I 8 kapitlet 1 § står det att 2 kapitlet om grundläggande fri- och rättigheter har en del paragrafer som innebär att lag skall stiftas av riksdagen om inskränkningar av fri- och rättigheter etc.
I 2 § föreskrivs att "enskildas personliga ställning och förhållanden inbördes" (civilrätt) skall regleras genom lag, liksom i 8 kapitlet 3 § föreskrifter om "förhållandet mellan enskilda och det allmänna som gäller åligganden för enskilda". Detta är en viktig skyddsparagraf för att inte inskränkningar i enskildas frihet och egendom ska kunna ändras annat än av folkrepresentationen genom lag eller förändring av lag eller med stöd av lag. Det är en del av legalitetsprincipen. En annan del av legalitetsprincipen är att lag eller annan föreskrift i princip inte heller får ges tillbakaverkande (retroaktiv) kraft och reglera förhållanden som tidigare varit lagligt enligt 2 kapitlet 10-11 §§. I Sverige är dock retroaktiv skattelagstiftning tillåten i viss utsträckning enligt 2 kapitlet 10 § andra stycket.
Det finns heller inget som hindrar att också andra områden och ämnen än de nyss nämnda kan regleras genom lag beslutad av riksdagen. Till exempel i de fall det brukar regleras i förordning och utfärdas av regeringen ensam. Detta står i 8 kapitlet 14 §. Ett hinder är dock regeln om att riksdagen inte får reglera hur ett enskilt fall skall regleras. Riksdagen får alltså inte i detalj bestämma hur enskild myndighet eller domstol skall besluta i ett enskilt fall. Detta regleras i 11 kapitlet 7-8 §§ och är till för att förhindra en godtycklig behandling utan systematik och för att främja principen om likheten inför lagen. Riksdagen får inte heller till exempel sätta likheten inför lagen ur spel genom någon annan lagstiftning, eftersom bland annat detta är en grundbult i de grundläggande fri- och rättigheterna i regeringsformens kapitel 2 (till exempel 2 kapitlet 23 §).

### Andra grundlagar
I många länders grundlagar definieras lag som allt det som beslutas av landets parlament. Till exempel anses budgeten som lag, till exempel i Danmark där en lag som reglerar budget kallas finanslov, "finanslag". I Sverige anses budgeten inte som en lag utan som ett beslut av riksdagen. Skatter regleras dock i lag eftersom det är ett "åliggande" enligt 1974 års regeringsform (8 kapitlet 3 § och 9 kapitlet 1 §). I Storbritannien anses parlamentet vara suveränt och anses därför kunna reglera vilket ämne som helst i lagform genom så kallade parlamentsakter Acts of Parliament. I USA kallas motsvarigheten Acts of Congress.[källa behövs]

## Olika rättssystem och lagar

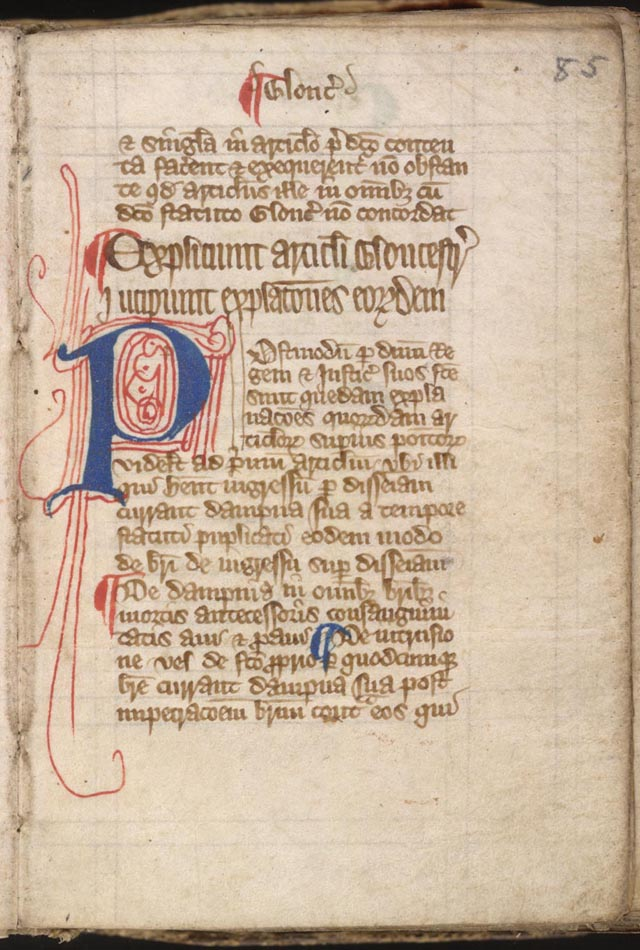
Magna charta cum statutis angliae, gammal engelsk lagtext från 1300-talet.

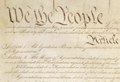
Ett utdrag ur inledningen till USA:s konstitution från 1787, en av världens mest välkända lagtexter.

### Sedvanerätt och billighetsrätt i anglosaxiska länder
Är förhållanden inte reglerade genom sådan skriven lag — så som fallet är i en del länder som till exempel Storbritannien eller USA  —  anses gamla rättsfall, prejudikat, sedvanerätt och hävd som bindande lagregler, som reglerar grundläggande förhållanden, till exempel att en frikänd inte får åtalas för samma brott igen och att kroppen måste hittas för att någon skall kunna åtalas för mord etc. Grundläggande rättsregler finns dock även där i skriven lag såsom i Magna Charta, Bill of Rights (England), USA:s konstitution, Bill of Rights (USA), Europakonventionen som också Storbritannien har ratificerat och många andra skrivna lagar, så kallade statuter (Statutes, statutory law) eller parlaments- och kongressakter. De bindande regler som gäller av hävd och sedvanerätt och bindande gamla rättsfall kallas common law (allmän lag) och alla domstolar är i princip tvungna att följa reglerna såsom en lag för att upprätthålla jämlikheten inför lagen, att alla döms konsekvent efter samma regler och reglerna kan i princip endast ändras genom skriven lag.
Dessutom finns något vid sidan av common law som kallas billighetsrätt (equity), som är en mer pragmatisk tolkning av common law. Det innebar att den stränga oböjliga tolkningen av common law skulle kompletteras av en mer pragmatisk "skälighetsrätt" eller "billighetsrätt" som lämpade sig bättre efter de konkreta omständigheterna och inte enbart efter gamla sedvänjor och prejudikat. Den billigaste och enklaste lösningen ansågs bäst för parterna.

### Romersk rätt och Saliska lagen
I Tysk-romerska riket (på tyska ofta kallad Gemeines Recht, "allmän rätt") och i Frankrike tillämpades gammal romersk rätt och en lag som kallades Saliska lagen. Romersk rätt hade sin härstamning i Romerska rikets rättssedvänjor och rättstradition i form av nedtecknade gamla lagbestämmelser (till exempel kejserliga förordningar och de tolv tavlornas lag), prejudikat och bildade rättsfilosofi.[källa behövs]
Liksom i våra dagar bestämdes i romersk rätt att bevisfrågan skulle prövas av domstolar medan straffen skulle utdömas efter de prejudikat om hur lagen skulle tolkas för olika brott, varvid konsekvens och mer likhet inför lagen uppnåddes ("uniform tolkning"). Prejudikaten avgjordes i Romerska riket av den högste domaren som kallades praetor, främst i av honom utfärdade edikt.

### 1734 års lag
I Sverige var det senaste samlade lagverket 1734 års lag, som omfattade både civil-, kriminal- och processrätt. Det var indelat i olika avdelningar, som sedan medeltiden i Sverige (sedan Äldre Västgötalagen) kallats balkar. Smärre delar av detta lagverk gäller fortfarande i Sverige och Finland (då naturligtvis olika delar av lagen), men flera av dess balkar har bytts ut mot nya. Till exempel är Jordabalken från 1970, Äktenskapsbalken (ersatte den äldre Giftermålsbalken) från 1987 och Brottsbalken från 1962 (som ersatte Strafflagen från 1864, som i sin tur ersatte Straff- och Missgärningsbalkarna i 1734 års lag).[källa behövs]

### Code Napoléon

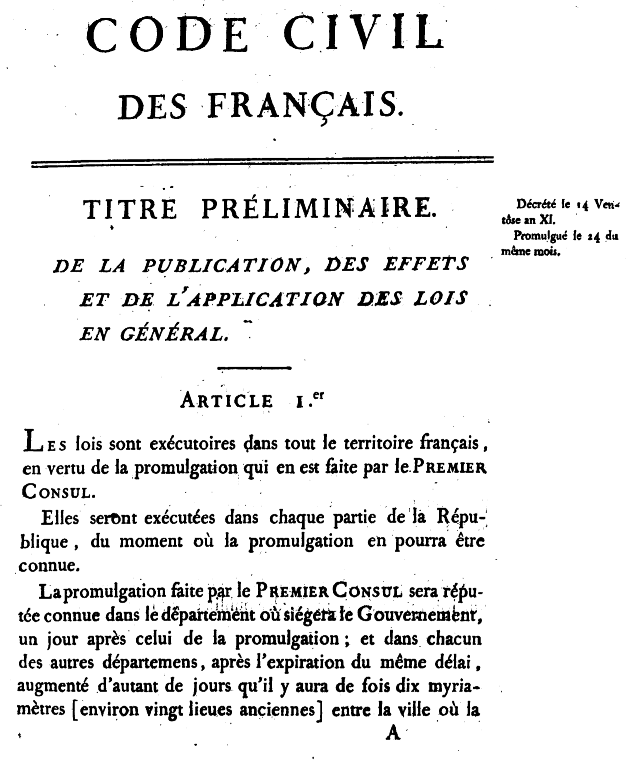
Första sidan till 1804 års upplaga av Code Napoléon. Denna bok anses vara grunden för moderna lagböcker.

Napoleon såg till att utfärda en stor lagbok som reglerade civilrätten i en mer samlad, skriven form, som på franska kallades Code Napoléon efter kejsaren. Dess officiella namn på franska var dock Code Civil des français, "fransmännens civillagsamling", ibland förkortat till Code civil, "civillagen". Den gäller fortfarande i förändrad form i till exempel Frankrike och Belgien och har också senare införts i eller varit förebild för en del andra länder som har behövt en mer ordnad lagstiftning.
"Code" (latin: Codex) betyder från början "kod", "kodifikation", vilket från början innebar att en lag kallades Code för att man "kodifierade" rättssedvänjor, det vill säga såg till att få rättssedvänjorna på pränt i en lagbok.